# جایزه بزرگ قطر ۲۰۲۱
جایزه بزرگ قطر ۲۰۲۱(که به‌طور رسمی با نام فرمول ۱ اوریدو جایزه بزرگ قطر ۲۰۲۱ شناخته می‌شود) یک مسابقه اتومبیل‌رانی فرمول یک است که در تاریخ ۲۱ نوامبر ۲۰۲۱ در پیست بین‌المللی لوسیل برگزار می‌شود. این مسابقه بیستمین دور از مسابقات جهانی فرمول یک ۲۰۲۱ و اولین دوره جایزه بزرگ قطر است.
راننده مرسدس، لوییس همیلتون جلوتر از ماکس فرستاپن از ردبول ریسینگ برنده مسابقه شد، در حالی که فرناندو آلونسو از آلپاین اولین سکوی خود را پس از جایزه بزرگ مجارستان ۲۰۱۴ به دست آورد.

## زمینه
جایزه بزرگ قطر در تقویم اصلی وجود نداشت، اما به جای جایزه بزرگ استرالیا که به دلیل دنیاگیری کووید-۱۹ در استرالیا لغو شد، اضافه شد. این اولین جایزه بزرگ قطر با قراردادی ۱۰ ساله برای میزبانی جایزه بزرگ قطر از سال ۲۰۲۳ خواهد بود. در سال ۲۰۲۲ جایزه بزرگ قطر برگزار نخواهد شد، زیرا این کشور قرار است میزبان جام جهانی فوتبال ۲۰۲۲ باشد.

### جدول رده‌بندی قهرمانی قبل از مسابقه
ماکس فرستاپن با ۳۳۲٫۵ امتیاز، ۱۴ امتیاز بالاتر از لوئیس همیلتون که در رتبه دوم قرار دارد، پیشتاز جدول قهرمانی رانندگان است. والتری بوتاس با ۲۰۳ امتیاز در رده سوم قرار دارد. سرجیو پرز با ۲۵ امتیاز کمتر از بوتاس در رده چهارم و لاندو نوریس با ۱۵۱ امتیاز پنجم است. در جدول قهرمانی سازندگان، مرسدس با ۵۲۱٫۵ امتیاز، و ۱۱ امتیاز بیش‌تر نسبت به ردبول ریسینگ با ۵۱۰٫۵ امتیاز، پیشتاز است. فراری با ۲۸۷٫۵ امتیاز بالاتر از مک‌لارن با امتیاز ۲۵۶، سوم است. آلپاین و آلفاتاوری هر کدام با ۱۱۲ امتیاز پنجم و ششم هستند. آلپاین با داشتن یک برد رده‌ای بالاتر دارد، در حالی که آلفاتاوری هیچ بردی نداشته‌است.

### شرکت کنندگان
رانندگان و تیم‌ها همان لیست ورود به فصل خواهند بود و هیچ راننده دیگری برای تمرین و مسابقه حضور ندارد.

### انتخاب تایر
تأمین کننده تایر مسابقات، پیرلی ترکیبات سی۲ هارد، سی۳ مدیوم و سی۴ سافت را برای استفاده در مسابقه اختصاص داده‌است.

## تمرین
این رویداد شامل سه جلسه تمرینی خواهد بود که هر جلسه تمرین یک ساعت طول می‌کشد. دو جلسه تمرین اول قرار است در روز جمعه، ۱۹ نوامبر، به ترتیب ساعت ۱۳:۳۰ و ۱۷:۰۰ به وقت محلی برگزار شود. سومین جلسه تمرینی قرار است روز شنبه ۲۰ نوامبر، ساعت ۱۴:۰۰ به وقت محلی برگزار شود.
در اولین جلسه تمرین ماکس فرستاپن از ردبول ریسینگ، سریع‌ترین راننده تمرین بود. پس از او پیر گاسلی راننده آلفاتاوری و لوییس همیلتون راننده مرسدس دوم و سوم شدند. در تمرین دوم والتری بوتاس با ثبت سریع‌ترین زمان جلوتر از گاسلی و فرستاپن، تمرین را به پایان رساند. در سومین جلسه تمرینی که روز شنبه از ساعت ۱۴:۰۰ برگزار شد، بوتاس دوباره سریع‌ترین راننده بود و هم تیمی‌اش همیلتون دوم و فرستاپن سوم شدند.

## تعیین خط
تعیین خط ساعت ۱۷:۰۰ به وقت محلی در تاریخ ۲۰ نوامبر ۲۰۲۱ برگزار شد.

### رده‌بندی تعیین خط
| جایگاه              | راننده            | شماره | تیم                | زمان‌ها   | زمان‌ها   | زمان‌ها   |
| جایگاه              | راننده            | شماره | تیم                | Q1       | Q2       | Q3       |
| ------------------- | ----------------- | ----- | ------------------ | -------- | -------- | -------- |
| ۱                   | لوییس همیلتون     | ۴۴    | مرسدس              | ۱:۲۱٫۹۰۱ | ۱:۲۱٫۶۸۲ | ۱:۲۰٫۸۲۷ |
| ۲۱                  | ماکس فرستاپن      | ۳۳    | ردبول ریسینگ-هوندا | ۱:۲۱٫۹۹۶ | ۱:۲۱٫۹۸۴ | ۱:۲۱٫۲۸۲ |
| ۳۲                  | والتری بوتاس      | ۷۷    | مرسدس              | ۱:۲۲٫۰۱۶ | ۱:۲۱٫۹۹۱ | ۱:۲۱٫۴۷۸ |
| ۴                   | پیر گسلی          | ۱۰    | آلفاتاوری-هوندا    | ۱:۲۲٫۵۳۵ | ۱:۲۱٫۷۲۸ | ۱:۲۱٫۶۴۰ |
| ۵                   | فرناندو آلونسو    | ۱۴    | آلپاین-رنو         | ۱:۲۲٫۴۲۲ | ۱:۲۱٫۸۹۴ | ۱:۲۱٫۶۷۰ |
| ۶                   | لاندو نوریس       | ۴     | مک‌لارن-مرسدس       | ۱:۲۲٫۸۳۹ | ۱:۲۲٫۲۱۶ | ۱:۲۱٫۷۳۲ |
| ۷                   | کارلوس ساینز      | ۵۵    | فراری              | ۱:۲۲٫۳۰۴ | ۱:۲۲٫۲۴۱ | ۱:۲۱٫۸۴۰ |
| ۸                   | یوکی سونودا       | ۲۲    | آلفاتاوری-هوندا    | ۱:۲۲٫۴۵۸ | ۱:۲۲٫۰۵۸ | ۱:۲۱٫۸۸۱ |
| ۹                   | استابان اوکون     | ۳۱    | آلپاین-رنو         | ۱:۲۲٫۵۶۵ | ۱:۲۲٫۰۱۲ | ۱:۲۲٫۰۲۸ |
| ۱۰                  | سباستین فتل       | ۵     | استون مارتین-مرسدس | ۱:۲۲٫۵۴۹ | ۱:۲۲٫۱۴۶ | ۱:۲۲٫۷۸۵ |
| ۱۱                  | سرجیو پرز         | ۱۱    | ردبول ریسینگ-هوندا | ۱:۲۲٫۳۹۸ | ۱:۲۲٫۳۴۶ | —        |
| ۱۲                  | لانس استرول       | ۱۸    | استون مارتین-مرسدس | ۱:۲۲٫۵۵۱ | ۱:۲۲٫۴۶۰ | —        |
| ۱۳                  | شارل لکلرک        | ۱۶    | فراری              | ۱:۲۲٫۷۴۲ | ۱:۲۲٫۴۶۳ | —        |
| ۱۴                  | دنیل ریکیاردو     | ۳     | مک‌لارن-مرسدس       | ۱:۲۲٫۶۸۸ | ۱:۲۲٫۵۹۷ | —        |
| ۱۵                  | جورج راسل         | ۶۳    | ویلیامز-مرسدس      | ۱:۲۲٫۸۶۳ | ۱:۲۲٫۷۵۶ | —        |
| ۱۶                  | کیمی رایکونن      | ۷     | آلفارومئو-فراری    | ۱:۲۳٫۱۵۶ | —        | —        |
| ۱۷                  | نیکلاس لطیفی      | ۶     | ویلیامز-مرسدس      | ۱:۲۳٫۲۱۳ | —        | —        |
| ۱۸                  | آنتونیو جوویناتزی | ۹۹    | آلفارومئو-فراری    | ۱:۲۳٫۲۶۲ | —        | —        |
| ۱۹                  | میک شوماخر        | ۴۷    | هاس-فراری          | ۱:۲۳٫۴۰۷ | —        | —        |
| ۲۰                  | نیکیتا مازپین     | ۹     | هاس-فراری          | ۱:۲۵٫۸۵۹ | —        | —        |
| زمان ۱۰۷٪: ۱:۲۷٫۶۳۴ |                   |       |                    |          |          |          |
| منابع:              |                   |       |                    |          |          |          |

یادداشت‌ها
- ^ ۱ – ماکس فرستاپن به دلیل رعایت نکردن دو پرچم زرد، پنج رده جریمه دریافت کرد.[۱۸]
- ^ ۲ – والتری بوتاس به دلیل رعایت نکردن یک پرچم زرد، سه رده جریمه دریافت کرد.[۱۹]

## مسابقه
این مسابقه ساعت ۱۷:۰۰ به وقت محلی، در تاریخ ۲۱ نوامبر ۲۰۲۱ برگزار شد.
| جایگاه                                                              | شماره | راننده            | سازنده             | دور | زمان        | امتیاز |
| ------------------------------------------------------------------- | ----- | ----------------- | ------------------ | --- | ----------- | ------ |
| ۱                                                                   | ۴۴    | لوییس همیلتون     | مرسدس              | ۵۷  | ۱:۲۴:۲۸٫۴۷۱ | ۲۵     |
| ۲                                                                   | ۳۳    | ماکس فرستاپن      | ردبول ریسینگ-هوندا | ۵۷  | ۲۵٫۷۴۳+     | ۱۹۱    |
| ۳                                                                   | ۱۴    | فرناندو آلونسو    | آلپاین-رنو         | ۵۷  | ۵۹٫۴۵۷+     | ۱۵     |
| ۴                                                                   | ۱۱    | سرجیو پرز         | ردبول ریسینگ-هوندا | ۵۷  | ۱:۰۲٫۳۰۶+   | ۱۲     |
| ۵                                                                   | ۳۱    | استابان اوکون     | آلپاین-رنو         | ۵۷  | ۱:۲۰٫۵۷۰+   | ۱۰     |
| ۶                                                                   | ۱۸    | لانس استرول       | استون مارتین-مرسدس | ۵۷  | ۱:۲۱٫۲۷۴+   | ۸      |
| ۷                                                                   | ۵۵    | کارلوس ساینز      | فراری              | ۵۷  | ۱:۲۱٫۹۱۱+   | ۶      |
| ۸                                                                   | ۱۶    | شارل لکلرک        | فراری              | ۵۷  | ۱:۲۳٫۱۲۶+   | ۴      |
| ۹                                                                   | ۴     | لاندو نوریس       | مک‌لارن-مرسدس       | ۵۶  | +۱ دور      | ۲      |
| ۱۰                                                                  | ۵     | سباستین فتل       | استون مارتین-مرسدس | ۵۶  | +۱ دور      | ۱      |
| ۱۱                                                                  | ۱۰    | پیر گسلی          | آلفاتاوری-هوندا    | ۵۶  | +۱ دور      |        |
| ۱۲                                                                  | ۳     | دنیل ریکیاردو     | مک‌لارن-مرسدس       | ۵۶  | +۱ دور      |        |
| ۱۳                                                                  | ۲۲    | یوکی سونودا       | آلفاتاوری-هوندا    | ۵۶  | +۱ دور      |        |
| ۱۴                                                                  | ۷     | کیمی رایکونن      | آلفارومئو-فراری    | ۵۶  | +۱ دور      |        |
| ۱۵                                                                  | ۹۹    | آنتونیو جوویناتزی | آلفارومئو-فراری    | ۵۶  | +۱ دور      |        |
| ۱۶                                                                  | ۴۷    | میک شوماخر        | هاس-فراری          | ۵۶  | +۱ دور      |        |
| ۱۷                                                                  | ۶۳    | جورج راسل         | ویلیامز-مرسدس      | ۵۵  | +۲ دور      |        |
| ۱۸                                                                  | ۹     | نیکیتا مازپین     | هاس-فراری          | ۵۵  | +۲ دور      |        |
| ب.                                                                  | ۶     | نیکلاس لطیفی      | ویلیامز-مرسدس      | ۵۰  | پنچر شدن    |        |
| ب.                                                                  | ۷۷    | والتری بوتاس      | مرسدس              | ۴۸  | خسارت ماشین |        |
| سریع‌ترین دور: ماکس فرستاپن (ردبول ریسینگ-هوندا) - ۱:۲۳٫۱۹۶ (دور ۵۷) |       |                   |                    |     |             |        |
| منابع:                                                              |       |                   |                    |     |             |        |

یادداشت‌ها
- ^ ۱ – یک امتیاز برای سریع‌ترین دور.

## رده‌بندی قهرمانی پس از مسابقه
جدول رده‌بندی قهرمانی رانندگان
| ت. ج      | جایگاه | راننده        | امتیازات |
| --------- | ------ | ------------- | -------- |
| Unchanged | ۱      | ماکس فرستاپن  | ۳۵۱٫۵    |
| Unchanged | ۲      | لوییس همیلتون | ۳۴۳٫۵    |
| Unchanged | ۳      | والتری بوتاس  | ۲۰۳      |
| Unchanged | ۴      | سرجیو پرز     | ۱۹۰      |
| Unchanged | ۵      | لاندو نوریس   | ۱۵۳      |
| منبع:     |        |               |          |

جدول رده‌بندی قهرمانی سازندگان
| ت. ج      | جایگاه | سازنده             | امتیازات |
| --------- | ------ | ------------------ | -------- |
| Unchanged | ۱      | مرسدس              | ۵۴۶٫۵    |
| Unchanged | ۲      | ردبول ریسینگ-هوندا | ۵۴۱٫۵    |
| Unchanged | ۳      | فراری              | ۲۹۷٫۵    |
| Unchanged | ۴      | مک‌لارن-مرسدس       | ۲۵۸      |
| Unchanged | ۵      | آلپاین-رنو         | ۱۳۷      |
| منبع:     |        |                    |          |

- یادداشت: فقط پنج رده برتر برای هر دو مجموعه رده‌بندی قرار داده شده است.